# Ai Ueda
Ai Ueda (Kyoto, 26 de outubro de 1983) é uma triatleta profissional japonesa.

## Carreira

### Inicio e Pequim 2008
Ai Ueda competidora do ITU World Triathlon Series, disputou os Jogos de Pequim 2008, terminado em 17º.

### Londres 2012
Em Londres 2012, terminou em 39º.

### Cali 2013
Medalha de Ouro nos Jogos Mundiais de 2013 no Duatlo.

### Rio 2016
Ueda disputou os Jogos do Rio 2016, terminando em 39º lugar com o tempo de 2:03:37.